# Дюран (коммуна)
Дюра́н (фр. Duran) — коммуна во Франции, находится в регионе Юг — Пиренеи. Департамент — Жер. Входит в состав кантона Ош-Нор-Уэст. Округ коммуны — Ош.
Код INSEE коммуны — 32117.

## География
Коммуна расположена приблизительно в 600 км к югу от Парижа, в 75 км западнее Тулузы, в 3 км к северо-западу от Оша.

## Климат
Климат умеренно-океанический. Лето жаркое и немного дождливое, температура часто превышает 35 °С. Зимой часто бывает отрицательная температура и ночные заморозки. Годовое количество осадков — 700—900 мм.

## Население
Население коммуны на 2010 год составляло 813 человек.
| 1962 | 1968 | 1975 | 1982 | 1990 | 1999 | 2010 |
| ---- | ---- | ---- | ---- | ---- | ---- | ---- |
| 205  | 343  | 450  | 515  | 650  | 665  | 813  |

## Администрация
| Период | Период | Фамилия        | Партия                  | Примечания |
| ------ | ------ | -------------- | ----------------------- | ---------- |
| 1983   | 2013   | Жильбер Юльян  | Социалистическая партия |            |
| 2013   | 2020   | Лоран Росселло |                         |            |

## Экономика
В 2010 году среди 524 человек трудоспособного возраста (15-64 лет) 417 были экономически активными, 107 — неактивными (показатель активности — 79,6 %, в 1999 году было 74,2 %). Из 417 активных жителей работали 398 человек (203 мужчины и 195 женщин), безработных было 19 (8 мужчин и 11 женщин). Среди 107 неактивных 32 человека были учениками или студентами, 55 — пенсионерами, 20 были неактивными по другим причинам.

## Фотогалерея

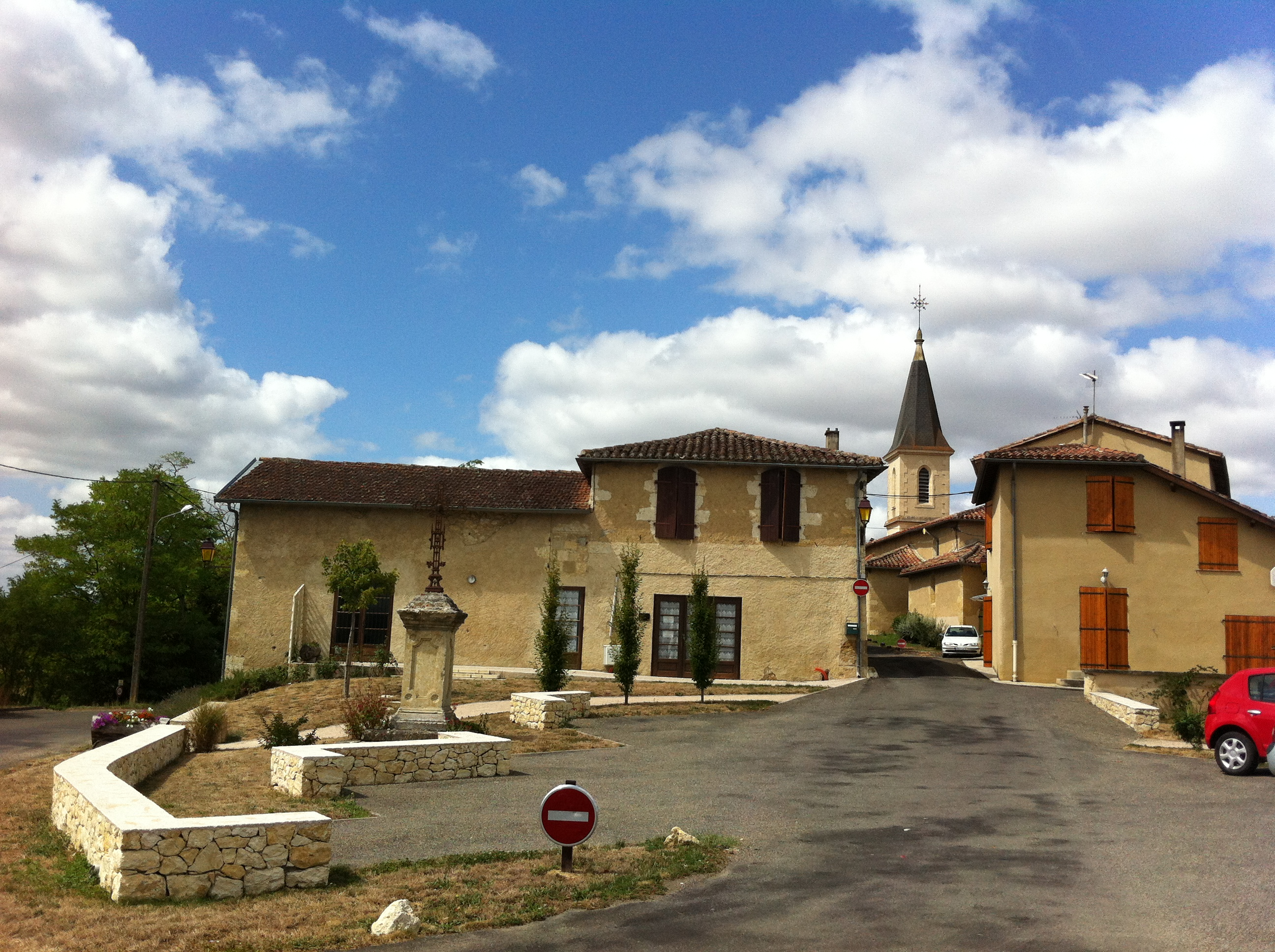
Дюран
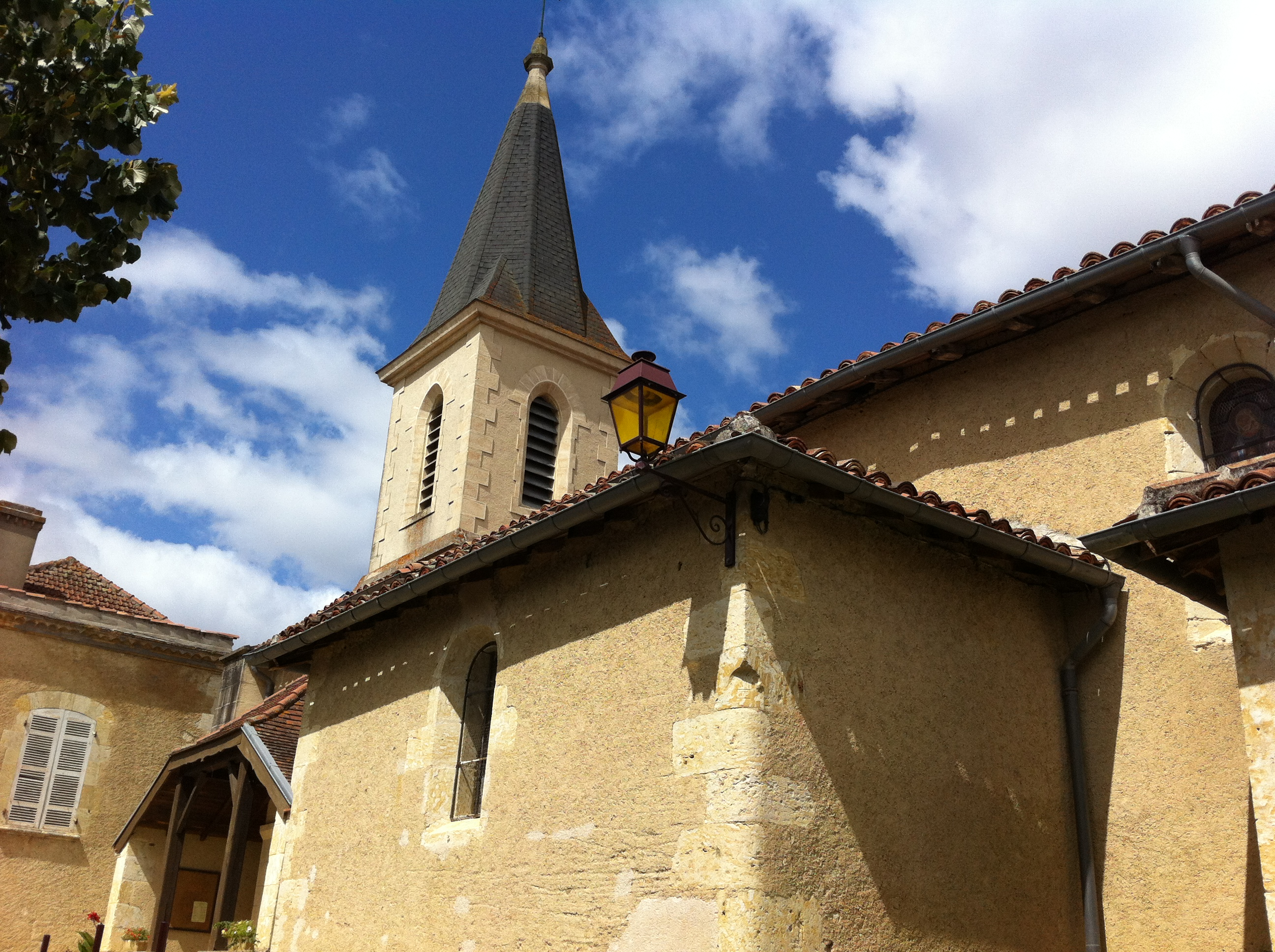
Церковь
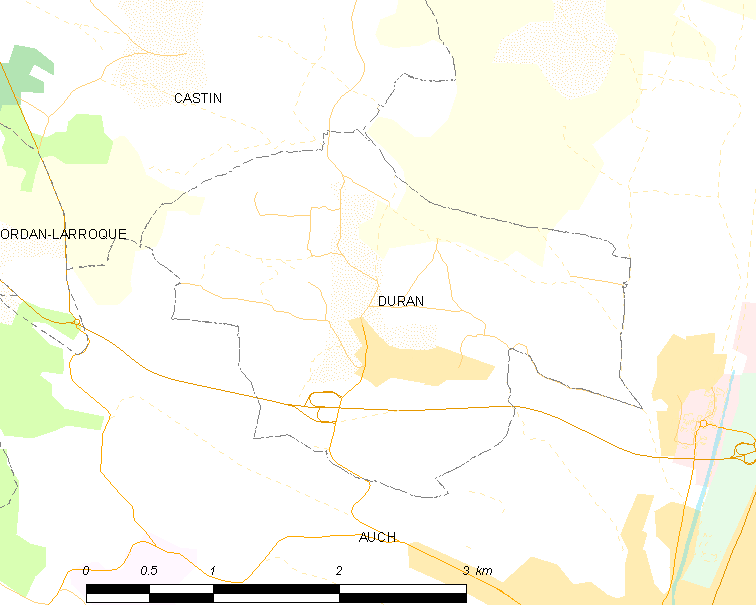
Карта коммуны